# Municipio de Rochester (Minnesota)
El municipio de Rochester (en inglés: Rochester Township) es un municipio ubicado en el condado de Olmsted en el estado estadounidense de Minnesota. En el año 2010 tenía una población de 1629 habitantes y una densidad poblacional de 33,3 personas por km².

## Geografía
El municipio de Rochester se encuentra ubicado en las coordenadas 43°58′16″N 92°30′26″O / 43.97111, -92.50722. Según la Oficina del Censo de los Estados Unidos, el municipio tiene una superficie total de 48.92 km², de la cual 48.77 km² corresponden a tierra firme y (0.32%) 0.16 km² es agua.

## Demografía
Según el censo de 2010, había 1629 personas residiendo en el municipio de Rochester. La densidad de población era de 33,3 hab./km². De los 1629 habitantes, el municipio de Rochester estaba compuesto por el 92.08% blancos, el 0.74% eran afroamericanos, el 0.12% eran amerindios, el 4.73% eran asiáticos, el 0.06% eran isleños del Pacífico, el 0.49% eran de otras razas y el 1.78% pertenecían a dos o más razas. Del total de la población el 1.53% eran hispanos o latinos de cualquier raza.